# Spyker V.3
De Spyker V.3, ook wel aangeduid als Spyker-Trompenburg V.3, was een door de Nederlandse vliegtuigfabrikant Spyker gebouwde eenmotorig dubbeldekker jachtvliegtuig. Het vliegtuig is tijdens de Eerste Wereldoorlog geproduceerd. De eerste vlucht was in juli 1919. De romp en vleugels waren gefabriceerd van hout.
Op de ELTA luchtvaartshow in augustus 1919 werd de V.3 gepresenteerd. Het Nederlandse leger bestelde in totaal 98 exemplaren. 
Vlak na de Eerste Wereldoorlog smokkelde Anthony Fokker echter grote aantallen van de Fokker D.VII naar Nederland. Het leger bevond deze jager superieur aan de Spyker V.3 en de productie van de V.3 is nooit van de grond gekomen. Spyker ontwikkelde ook nog het tweezits Spyker V.4 verkenningsvliegtuig, maar het prototype hiervan is nooit afgebouwd. 

## Specificaties
- Type: Spyker V.3
- Fabriek: Spyker
- Rol: Jachtvliegtuig
- Bemanning: 1
- Lengte: 6,10 m
- Spanwijdte: 8,19 m
- Hoogte: 2,60 m
- Vleugelbelasting: 25 kg/m²
- Brandstoftank: 127 liter
- Olietank: 18 liter
- Motor: 1× Spijker Clerget rotatiemotor, 97 kW (130 pk)
- Propeller: tweebladig
- Eerste vlucht: juli 1919
- Aantal gebouwd: 1

Prestaties
- Maximumsnelheid: 180 km/u
- Klimsnelheid: 5,6 m/s

Bewapening
- Boordgeschut: 2× machinegeweer